# Renault FT
O Renault FT, chamado no pós-guerra de Renault FT-17 ou FT17, foi um dos primeiros tanques de guerra fabricados no mundo. Leve, rápido e fácil de ser produzido, operado, mantido e reposto, o Renault FT foi o mais bem sucedido tanque utilizado durante a I Guerra Mundial. O FT foi o primeiro tanque de produção a ter seu armamento dentro de uma torre totalmente giratória.
A configuração do Renault FT (compartimento da tripulação na frente, compartimento do motor atrás e armamento principal em uma torre giratória) tornou-se e continua sendo o esboço padrão para tanques. Consequentemente, alguns historiadores da guerra blindada apontaram o Renault FT como o primeiro tanque moderno do mundo.
Mais de 3.000 tanques Renault FT foram fabricados pela indústria francesa, a maioria deles em 1918. Após a Primeira Guerra Mundial, os tanques FT foram exportados em grandes quantidades. Cópias e desenhos derivados foram fabricados nos Estados Unidos (tanque leve M1917, "Six Ton"), na Itália (Fiat 3000) e na União Soviética (tanque T-18, "Russkie Reno"). O Renault FT entrou em combate durante os conflitos do Entre-Guerras em todo o mundo, mas já era obsoleto na época da eclosão da Segunda Guerra Mundial.
Seu emprego foi observado pelo tenente brasileiro José Pessoa Cavalcanti de Albuquerque em 1918, quando ele serviu como comandante de pelotão colonial em um regimento de dragões franceses na Frente Ocidental.

## Desenvolvimento

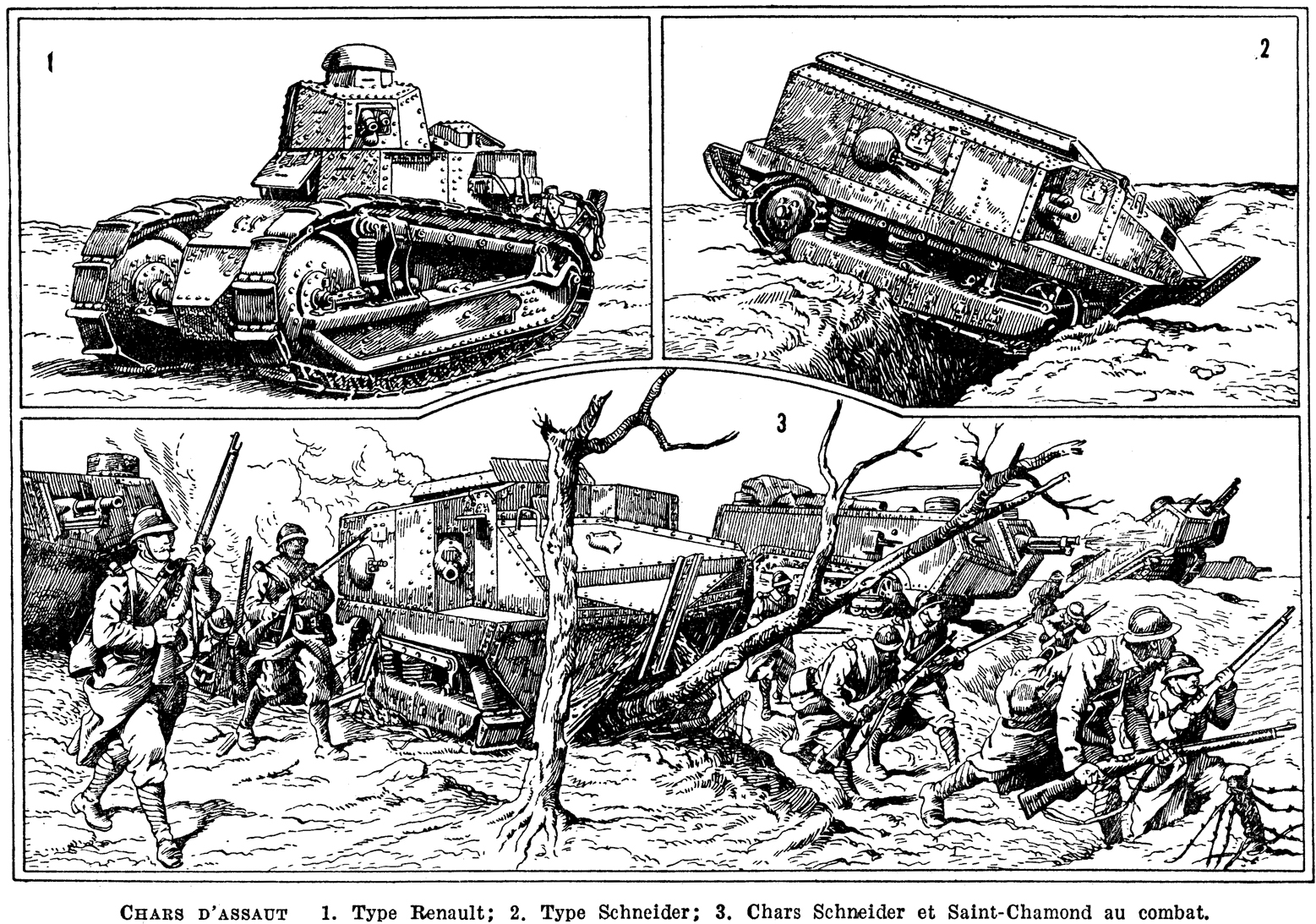
"Carros de Assalto: 1. Tipo Renault 2. Tipo Schneider 3. Schneider e Saint-Chamond em combate." Larousse du XXème siècle, 1932.

O FT foi projetado e produzido pela Société des Automobiles Renault (Companhia de Automóveis Renault), um dos maiores fabricantes franceses de veículos motorizados de então e atualmente. Os carros de combate franceses, na época, pertenciam à nova arma da Artilharia Especial (Artillerie Speciále, AS); aberta a todas as armas e especializações.
É possível que Louis Renault tenha começado a trabalhar na ideia já em 21 de dezembro de 1915, após uma visita do Coronel Jean Baptiste Eugène Estienne. Estienne havia traçado planos para um veículo blindado sobre esteiras baseado no trator de lagarta Holt e, com a permissão do General Joffre, abordou a Renault como um possível fabricante. Louis Renault recusou, dizendo que sua empresa estava operando em plena capacidade, produzindo material de guerra e que ele não tinha experiência com veículos sobre lagartas. Estienne então levou seus planos para a empresa Schneider, que produziu o primeiro tanque operacional da França: o Schneider CA.
Em um encontro casual posterior com Louis Renault no Hotel Claridge, em 16 de julho de 1916, Estienne pediu-lhe que reconsiderasse, o que ele fez. Renault ficou intrigado com a ideia de um carro leve e concordou em iniciar estudos sobre tal veículo sob a direção do seu engenheiro Charles-Edmond Serre. Este novo veículo foi chamado char mitrailleuse (veículo com metralhadora).
Um modelo-maquete de madeira foi construído em outubro de 1916 e apresentado a Estienne, e o coronel tentou em vão persuadir o General Léon Mourret da Direction du Service Automobile (DSA) a iniciar a produção. Portanto, em 27 de novembro de 1916, Estienne passou por cima de Mourret e avançou a sugestão para o próprio General Joffre, o comandante-em-chefe francês. Joffre apoiou seu pedido de 1.000 desses veículos e, em 30 de novembro de 1916, escreveu ao Subsecretário de Estado para Artilharia e Munições, Albert Thomas, sobre o assunto. Thomas não se convenceu e autorizou apenas a produção de um único protótipo. Thomas foi um dos patrocinadores do projeto St-Chamond da DSA, e sua obstrução nos meses seguintes atrasou consideravelmente o programa do FT. Em 30 de dezembro de 1916, a Renault mostrou uma maquete de madeira refinada e em grande escala ao Comitê Consultivo da Artilharia de Assalto.
Membros do comitê dispararam comentários mordazes e contrários ao protótipo: o Gen. Mourret sentiu que o centro de gravidade do tanque estava muito para trás e o tanque muito leve; outro membro sugeriu que a ventilação era inadequada e resultaria na asfixia da tripulação após dez minutos atirando. Um oficial elogiou a elegância do projeto, mas sarcasticamente se referiu a ele como um “charmant joujou” (“brinquedo encantador”) de pouca utilidade para o combate. No entanto, isso não representou o ânimo geral do restante do comitê e, com base em uma votação de sete contra três, o comitê aceitou o projeto e aprovou a produção de um lote inicial de 100 chars mitrailleurs.
O próprio Louis Renault concebeu o desenho geral do novo tanque e definiu suas especificações básicas. Ele impôs um limite realista ao peso projetado do FT, que não poderia ultrapassar 7 toneladas. Louis Renault não estava convencido de que uma relação peso/potência suficiente poderia ser alcançada com os motores de produção disponíveis na época para dar mobilidade suficiente aos tipos de tanques pesados anteriores - Schneider e St.-Chamond. O projetista industrial mais talentoso da Renault, Rodolphe Ernst-Metzmaier, gerou os planos de execução detalhados do FT. Charles-Edmond Serre, um associado de longa data da Louis Renault, organizou e supervisionou a produção em massa do novo tanque. As lagartas do FT foram mantidas automaticamente sob tensão para evitar descarrilamentos, enquanto uma peça de cauda arredondada facilitou a travessia das trincheiras. Como o motor foi projetado para funcionar normalmente em qualquer inclinação, encostas muito íngremes podem ser negociadas pelo Renault FT sem perda de potência. A ventilação interna efetiva era fornecida pelo ventilador do radiador do motor, que puxava o ar pelo compartimento da tripulação dianteiro do tanque e o forçava para fora pelo compartimento do motor traseiro.
A encomenda de 100 carros feita em dezembro de 1916 foi alterada em fevereiro de 1917 para 150 carros. O primeiro protótipo char mitrailleur foi concluído no final de janeiro de 1917 e submeto a testes na fábrica da Renault em Billancourt. Estienne então enviou o protótipo para o centro da Artillerie Spéciale em Champlieu para testes adicionais com o objetivo de corrigir quaisquer problemas remanescentes. O coronel estava ciente de que as recentes mudanças políticas francesas poderiam condenar seu projeto e insistia que o char mitrailleur deveria ser aperfeiçoado antes de seus testes oficiais em abril. O que Estienne temia de fato aconteceu quando Joffre foi demitido em 13 de dezembro de 1916 por conta das pesadas baixas no enfrentamento titânico de Verdun e do Somme, e foi "banido" para a frente secundária de Salônica, onde os Poderes Centrais passavam da defensa à ofensiva após a rápida queda de Bucareste em 6 de dezembro. O General Nivelle substituiu o célebre salvador de Paris - agora em desgraça - e Estienne perdeu seu protetor. Nivelle não gostava da ideia dos tanques e, em vez disso, queria os escassos recursos das fábricas direcionados aos tratores de artilharia. Estes e muitos outros atrasos só possibilitaram a retomada da produção do FT após a catástrofe da Ofensiva Nivelle, com a assunção do General Pétain no lugar de Nivelle.
Estienne e Renault - cuja empresa já se preparava para produzir o tanque FT - ficaram furiosos com a decisão. A Ofensiva Nivelle fora lançada no Chemin-des-Dames durante os testes, e o seu resultado desastroso levou Estienne ficar ainda mais convencido da necessidade de massas de tanques leves para superar o impasse da guerra de trincheiras. O Subsecretário Thomas, um socialista proeminente e correspondente do jornal L'Humanité, foi convidado a ir à Rússia para comemorar a derrubada do czar e a ascensão ao poder do governo provisório socialista de Kerensky. Enquanto Thomas estava fora da França, Estienne encenou outra série de testes diante de vários oficiais franceses que lutaram no Chemin-des-Dames durante as primeiras ações de tanques franceses em 16 de abril de 1917; que reagiram de forma entusiástica ao Renault FT, convencendo até mesmo o cético General Mourret de que o tanque havia atingido um estágio de desenvolvimento suficiente para a produção. Também foi decidido que dos 1.150 tanques encomendados, 650 estariam armados com o novo canhão Puteaux de 37mm e 500 com a metralhadora Hotchkiss de 8mm. Quando o Subsecretário Thomas voltou à França, as repercussões da Ofensiva Nivelle impediram sua interferência no programa do Renault FT.

## Emprego
Projetado e fabricado ao final daquele conflito para "abrir caminho" em direção às trincheiras inimigas, dando cobertura aos avanços da infantaria, pesava apenas 6,5 toneladas, comportando dois tripulantes (comandante-atirador e motorista). Seu desenho com torre giratória, posição das lagartas e motor tornou-se padrão nos tanques que vieram depois. Seu consumo de combustível era bem menor que aquele dos demais tanques do período e era o único transportável por caminhão, dando-lhe uma imensa vantagem em termos de mobilidade estratégica.

A exemplo de outros tanques da I Guerra, era fabricado em 2 versões: os modelos "canon", com o canhão Puteaux 37mm, que eram utilizados para destruir alvos duros como ninhos de metralhadoras e casamatas, enquanto os modelos "mitrailleuse", equipados com metralhadoras (de 7.92 milímetros), suprimiam a infantaria inimiga.

## No Brasil

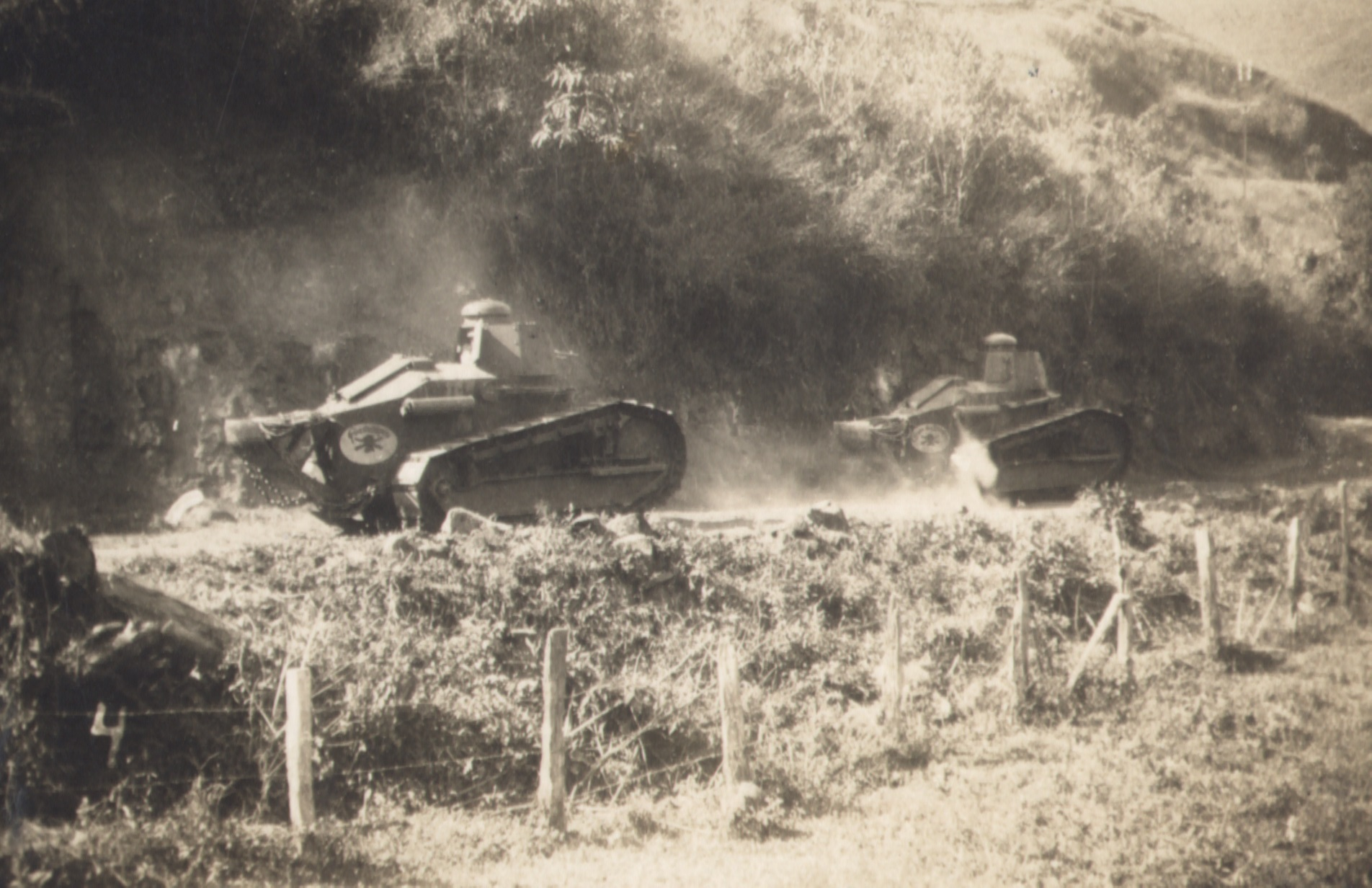
Carros de assalto avançando para o combate no setor de Itaguaré, em São Paulo, durante a Revolução Constitucionalista de 1932.

O Renault FT foi comprado pelo Brasil por conta da insistência do futuro Marechal José Pessoa Cavalcanti de Albuquerque, quando este observou a sua utilização em combate na Frente Ocidental na fase final da guerra, em 1918, quando era membro da Missão Aché. José Pessoa era então um tenente comandando o 4º pelotão de dragões - composto de tirailleurs argelinos (apelidados "turcos") - e observou a ação vitoriosa dos carros franceses operando de forma combinada em batalha. O próprio José Pessoa foi condecorado com a Croix de guerre 1914-1918 com palma de bronze e a Croix de la Valeur militaire com estrela de bronze, foi promovido a capitão por bravura e estagiou na escola de blindados franceses em Versalhes.
Ele foi pessoalmente noticiado no jornal Gazeta de Notícias de 5 de novembro de 1918:
"A missão Aché
Mais um official condecorado
Ao Sr. ministro da Guerra dirigiu o Sr. general Felippe Aché o seguinte telegramma á condecoração do 1º tenente José Pessoa Cavalcanti de Albuquerque, que desde 1917 faz parte da missão Aché, que se acha em França.
"O tenente Pessoa, commandante, no "front", do 4º pelotão de dragões, recebeu uma condecoração de regimento por sua bella conducta, fazendo-lhe seu capitão lisonjeiras referencias. Todos os nossos officiaes no "front" estão prestando magníficos serviços que, creio, serão recompensados com citações e condecorações."
Após uma peregrinação por depósitos franceses, o Capitão José Pessoa conseguiu a compra de 12 carros de assalto Renault FT novos de fábrica em maio de 1919. Estes carros chegaram ao Brasil no início de 1920, e foram depositados no 1º Regimento de Infantaria, no Rio de Janeiro, sendo finalmente liberados ao Capitão José Pessoa apenas em 28 de setembro de 1921, para que este formasse a Companhia de Carros de Assalto conforme o Boletim 223 de 1º de outubro de 1921. Os veículos foram entregues em condição lastimável, como registrado pelo próprio Capitão José Pessoa na publicação "Atestado de Nascimento da Arma Blindada Brasileira":
"[...] Parece inacreditável - e eu mesmo não o creria si o não tivesse verificado pessoalmente, que o material cuja acquisição nos custou uma soma vultosa - e isso precisamente num momento de aperturas financeiras, como o que atravessamos - estivesse nas condições em que com bastante pesar meu e de todos que me acompanharam, o fui encontrar. De facto nem um só dos carros apresentava indicios de ter sido convenientementemente lubrificado depois da sua chegada ao Brasil. Encontrei mesmo, muitos delles, orgãos essenciaes, peças de importancia vital para o seu funcionamento, completamente seccas, ameaçadas de inutilização pela ferrugem, resultado do tempo e da incompetencia ou descuido das mãos a que foram confiados. Outro tanto observei no armamento. Era tal o estado, por exemplo, em que se encontrava uma das metralhadoras, que, mao grado os cuidados que lhe temos dispensados, ainda não a podemos libertar completamente da acção da ferrugem. Aliás, não foi sómente a falta de lubrificação o mao que encontrei nos nossos carros. Além de maltratados, a maior parte delles apresentava avarias graves."
O capitão passa então a enumerá-los:
- O carro nº 68304, de Telegrafia Sem-Fio (TSF), tinha as pilhas saturadas, os acumuladores sulfatados e estragados pela ferrugem, e o regulador estava quebrado. Toda a sua instalação estava avariada e precisou ser substituída por completo.
- O carro nº 4370 tinha a maneta da regulação do gás quebrada; as engrenagens da caixa de velocidades destemperadas, com as 1ª e 2ª velocidades e a marcha à ré não funcionando; tanques de gasolina e ventiladores enferrujados, e motor com avarias.
- O carro nº 4263 apresentava a marcha ré arrebentada, e as peças de ferro e o motor avariados.
- O carro nº 4374 tinha a maneta de gás quebrada, os cones das embreagens laterais coladas, e o tanque de gasolina e ventilador enferrujados.
- O carro nº 4376 estava com o tanque de gasolina e ventilador enferrujados, as juntas do sifão do radiador inutilizados; e as velas avariadas, faltando a tampa do cárter de óleo do motor.
- O carro nº 4377 apresentava o reservatório geral furado pela ferrugem, e as polias e ventilador enferrujados.
- O carro nº 68216 tinha o ventilador e o reservatório geral enferrujados. a corrente do ventilador com os calços deteriorados; a tampa do cárter de distribuição desaparecera, estando o motor e velas com avarias.
- O carro nº 68306 estava com o eixo secundário empanado, as sapatas das lagartas quebrados em consequência de choque violento sofrido pelo chassis; o tanque e o ventilador estavam enferrujados.
- O carro nº 70369 tinha um dos eixos da caixa de velocidades quebrado.
- Os demais carros apresentavam avarias leves.

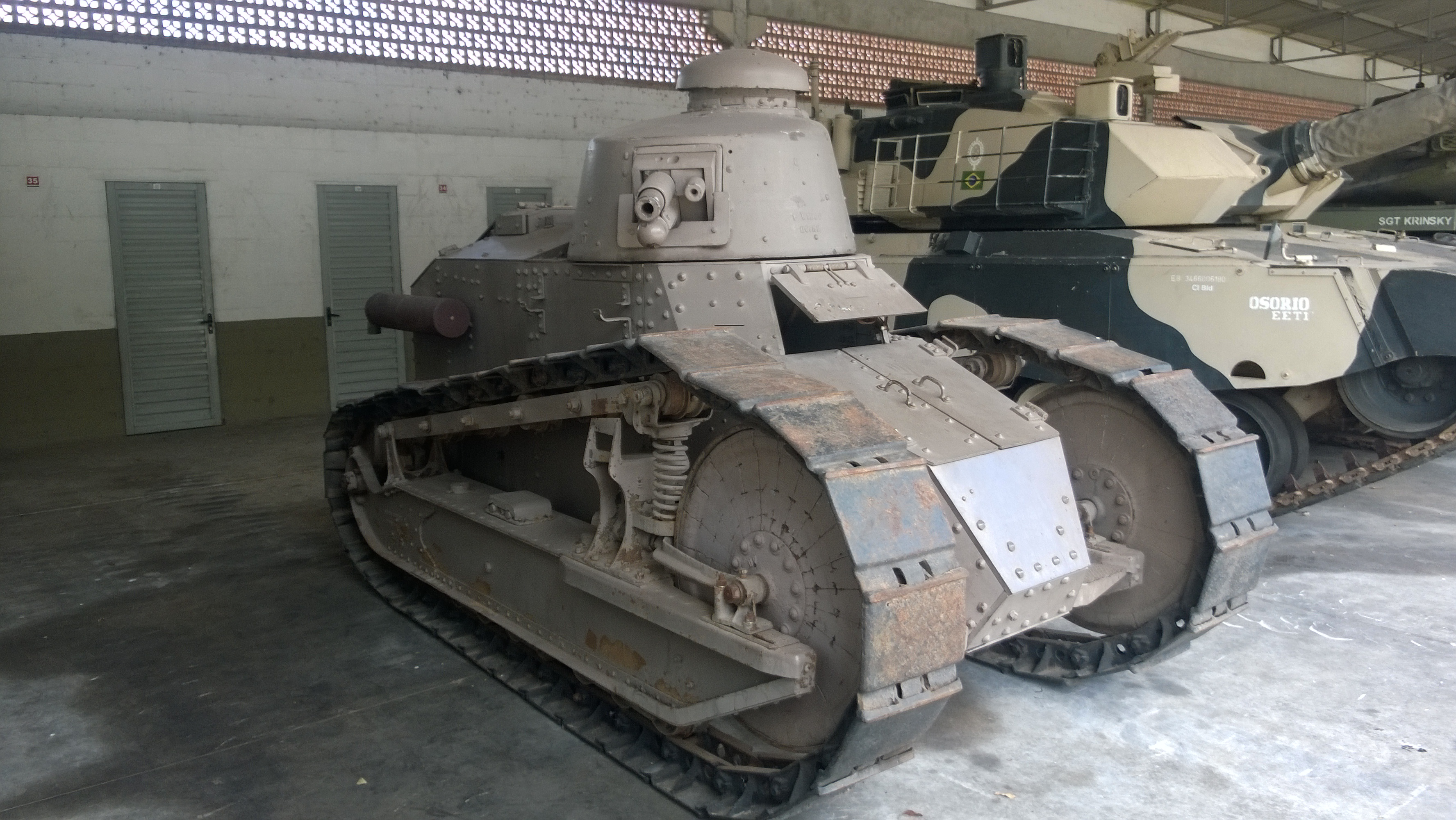
Renault FT "Guararapes" totalmente repotencializado estacionado no pátio do Centro de Instrução de Blindados do Exército Brasileiro em Santa Maria/RS, no sul do Brasil.

Além das avarias, vasto material foi retirado do depósito e desviado. O capitão menciona que das 119 caixas listadas pela comissão de compras na Europa, somente 77 foram entregues pelo 1º Regimento de Infantaria. Das caixas faltantes, o próprio capitão encontrou duas no barracão da Escola de Aviação, contendo trenós e material de embarque. Foram recebidas 41 caixas de munições pelo Material Bélico; faltando ainda a caixa de nº 74 pesando 650kg, com um grupo eletrogêneo e seus pertences, que foi encontrada num dos armazéns da Alfândega - e que até o momento do relatório não havia sido entregue à Companhia de Carros de Assalto. A caixa (não listada) contendo capacetes de aço de propriedade da companhia foi encontrada na Estação Deodoro. Portanto, o relatório revisto por três oficiais da companhia de carros, comparando o inventário entregue pelo regimento de infantaria, constatou a falta de ferramentas, e artigos estragados e avariados.
O Renault FT foi o primeiro tanque do Exército Brasileiro, em uso na Companhia de Carros de Assalto, sob o comando de José Pessoa Cavalcanti de Albuquerque, em 1921, tendo sido amplamente utilizados até o início da II Guerra Mundial. Destes, encontra-se exemplar preservado em exposição permanente no Museu Militar Conde de Linhares, no Rio de Janeiro, na Academia Militar das Agulhas Negras - AMAN em Resende- RJ. Outro exemplar encontra-se em processo de restauro no quartel do 13º Regimento de Cavalaria Mecanizado na cidade de Pirassununga. Também há um exemplar preservado na cidade de Santa Maria (RS), no Centro de Instrução de Blindados. O Brasil adquiriu 12 unidades, com 5 cinco modelos armados com metralhadoras Hotchkiss 7,7mm, 5 modelos com o canhão Puteaux SA 18, o carro comando podendo usar tanto a metralhadora quanto o canhão alternadamente e um modelo TSF de comunicações, sem armamento e equipado com rádio.